# Tyler Ennis (basket-ball)
Pour les articles homonymes, voir Tyler Ennis.
Tyler Cameron Ennis McIntyre, né le 24 août 1994 à Brampton en Ontario, est un joueur canadien de basket-ball. Il mesure 1,85 m et évolue au poste de meneur.

## Biographie

### Carrière professionnelle

#### Suns de Phoenix (juin 2014 - février 2015)
En juin 2014, Tyler Ennis est choisi à la 18e position de la draft 2014 de la NBA par les Suns de Phoenix.

#### Bucks de Milwaukee (février 2015 - septembre 2016)
Le 19 février 2015, il est transféré aux Bucks de Milwaukee dans un échange entre trois équipes.

#### Rockets de Houston (septembre 2016 - février 2017)
Le 22 septembre 2016, Tyler Ennis est échangé par les Bucks de Milwaukee contre Michael Beasley, alors aux Rockets de Houston.

#### Lakers de Los Angeles (février 2017 - juin 2018)
Le 23 février 2017, il est échangé, avec les droits de draft de Brad Newley contre Marcelinho Huertas aux Lakers de Los Angeles.
Le 26 juillet 2017, Ennis signe un nouveau contrat avec les Lakers.
Le 28 juin 2018, il est libéré par les Lakers.

#### Fenerbahçe (2018-2019)
En juillet 2018, Ennis quitte l'Amérique et rejoint le Fenerbahçe, club turc qui évolue en Euroligue, avec lequel il signe un contrat de deux ans.
Ennis se casse le tibia de la jambe gauche lors d'un match en octobre 2018 et le club embauche Erick Green pour pallier son absence,.

#### Türk Telekomspor (2020 - janvier 2022)
Le 23 juillet 2020, il s'engage pour une saison au Türk Telekomspor en première division turque.

#### Tofaş Bursa (janvier 2022-2023)
Le 10 janvier 2022, Ennis s'engage avec le Tofaş Bursa.
Le 17 juillet 2022, il prolonge son contrat avec Tofas.

#### Napoli Basket (2023 - mai 2024)
Le 4 septembre 2023, il s'engage avec le Napoli Basket (en).

#### Hapoël Tel Aviv (mai - juin 2024)
Le 7 mai 2024, Ennis s'engage avec l'Hapoël Tel Aviv.

#### Napoli Basket (2024-2025)
Le 19 juin 2024, il s'engage avec le Reyer Venise Mestre.

#### Hapoël Tel Aviv (depuis juillet 2025)
Le 10 juillet 2025, Ennis revient à l'Hapoël Tel Aviv.

### Sélection nationale
Ennis participe au Championnat du monde de basket-ball masculin des 19 ans et moins 2013 avec l'équipe du Canada. Le Canada est éliminé en quart de finale et finit à la 6e place. Ennis termine meilleur marqueur de la compétition avec 20,9 points de moyenne par rencontre.

### Professionnelles

#### Saison régulière NBA
| Saison    | Équipe      | Matchs | Titul. | Min./m | % Tir | % 3pts | % LF  | Rbds/m. | Pass/m. | Int/m. | Ctr/m. | Pts/m. |
| --------- | ----------- | ------ | ------ | ------ | ----- | ------ | ----- | ------- | ------- | ------ | ------ | ------ |
| 2014-2015 | Phoenix     | 8      | 0      | 7,3    | 42,9  | 33,3   | 100,0 | 0,88    | 1,75    | 0,00   | 0,25   | 2,75   |
| 2014-2015 | Milwaukee   | 25     | 1      | 14,1   | 35,0  | 27,0   | 60,0  | 1,12    | 2,36    | 0,72   | 0,12   | 3,96   |
| 2015-2016 | Milwaukee   | 46     | 7      | 14,2   | 44,9  | 33,3   | 73,5  | 1,63    | 2,07    | 0,54   | 0,02   | 4,48   |
| 2016-2017 | Houston     | 31     | 0      | 6,3    | 39,1  | 37,5   | 66,7  | 0,61    | 1,10    | 0,19   | 0,00   | 1,87   |
| 2016-2017 | L.A. Lakers | 22     | 2      | 17,8   | 45,1  | 38,9   | 86,4  | 1,18    | 2,36    | 0,86   | 0,09   | 7,73   |
| 2017-2018 | L.A. Lakers | 54     | 11     | 12,7   | 42,0  | 25,0   | 75,9  | 1,76    | 1,94    | 0,56   | 0,19   | 4,15   |
| Carrière  | Carrière    | 186    | 21     | 12,6   | 41,9  | 31,7   | 76,8  | 1,34    | 1,93    | 0,53   | 0,10   | 4,19   |

#### Playoffs NBA
| Saison   | Équipe    | Matchs | Titul. | Min./m | % Tir | % 3pts | % LF | Rbds/m. | Pass/m. | Int/m. | Ctr/m. | Pts/m. |
| -------- | --------- | ------ | ------ | ------ | ----- | ------ | ---- | ------- | ------- | ------ | ------ | ------ |
| 2015     | Milwaukee | 1      | 0      | 16,4   | 22,2  | 20,0   | 0,0  | 4,00    | 3,00    | 0,00   | 0,00   | 5,00   |
| Carrière | Carrière  | 1      | 0      | 16,4   | 22,2  | 20,0   | 0,0  | 4,00    | 3,00    | 0,00   | 0,00   | 5,00   |

## Records en NBA
Les records personnels de Tyler Ennis, officiellement recensés par la NBA sont les suivants :
| Type de statistique        | Saison régulière | Saison régulière          | Saison régulière | Playoffs | Playoffs         | Playoffs      |
| Type de statistique        | Record           | Adversaire                | Date             | Record   | Adversaire       | Date          |
| -------------------------- | ---------------- | ------------------------- | ---------------- | -------- | ---------------- | ------------- |
| Points                     | 22               | Jazz de l'Utah            | 8 avril 2018     | 5        | Bulls de Chicago | 30 avril 2015 |
| Paniers marqués            | 9                | Jazz de l'Utah            | 8 avril 2018     | 2        | Bulls de Chicago | 30 avril 2015 |
| Paniers tentés             | 18               | 2 fois                    |                  | 9        | Bulls de Chicago | 30 avril 2015 |
| Paniers à 3 points réussis | 4                | Timberwolves du Minnesota | 9 avril 2017     | 1        | Bulls de Chicago | 30 avril 2015 |
| Paniers à 3 points tentés  | 6                | 2 fois                    |                  | 5        | Bulls de Chicago | 30 avril 2015 |
| Lancers francs réussis     | 4                | 2 fois                    |                  | -        | -                | -             |
| Lancers francs tentés      | 5                | @ Rockets de Houston      | 31 décembre 2017 | -        | -                | -             |
| Rebonds offensifs          | 3                | 2 fois                    |                  | 3        | Bulls de Chicago | 30 avril 2015 |
| Rebonds défensifs          | 4                | 7 fois                    |                  | 1        | Bulls de Chicago | 30 avril 2015 |
| Rebonds totaux             | 7                | @ Jazz de l'Utah          | 3 avril 2018     | 4        | Bulls de Chicago | 30 avril 2015 |
| Passes décisives           | 12               | Hornets de Charlotte      | 26 mars 2016     | 3        | Bulls de Chicago | 30 avril 2015 |
| Interceptions              | 3                | 3 fois                    |                  | -        | -                | -             |
| Contres                    | 2                | Kings de Sacramento       | 1er avril 2018   | -        | -                | -             |
| Balles perdues             | 4                | 7 fois                    |                  | -        | -                | -             |
| Minutes jouées             | 45               | @ Rockets de Houston      | 31 décembre 2017 | 16       | Bulls de Chicago | 30 avril 2015 |

- Double-double : 1
- Triple-double : 0